# アリラン (スマートフォン)
アリラン (朝鮮語: 아리랑) は、2013年8月に発表された朝鮮民主主義人民共和国のAndroidスマートフォン。名称は朝鮮民謡「アリラン」にちなんで付けられた。

## 概要
北朝鮮の国営通信社である朝鮮中央通信は、すべて北朝鮮国内で生産していると報じた。Androidの派生版OSを搭載しているとみられている。しかし、ブロガーのマーティン・ウィリアムズはこれに懐疑的な見方を示しており、「この携帯電話は実際には中国で生産され、同国で検査され組み立てられたのに過ぎないのではないか」とコメントしている。また、同国の最高指導者である金正恩は、このスマートフォンが国の経済を支え、「民族の誇りと自尊心を植え付ける」と信じており、アリランに対する支持を表明している。
AS1201という型番を名乗っており、中国のUniscope（優思）U1201のブランド名を変更したうえで、Android 4.0.4をカスタマイズしたものを搭載しているとみられている。
アリラン171（아리랑171）は2018年に発売された。Android Nougatを搭載し、MediaTek製のMT6797(Helio X20)2.6GHzチップを搭載している。アリラン171は、北朝鮮のモバイルデバイスが平壌のイントラネットネットワークにアクセスできるようにする「ミレ未来」と呼ばれる公衆無線LANに接続できる。